# Коробец (село)
 Коробе́ц — село в Смоленской области России, в Ельнинском районе. Население — 495 жителей. (2007 год). Расположено в юго-восточной части области в 20 км к востоку от районного центра, в 2,5 км к востоку от автодороги Р96 Новоалександровский (А101) — Спас-Деменск — Ельня — Починок .
Административный центр Коробецкого сельского поселения.

## Экономика
Сельскохозяйственный кооператив Коробец, общеобразовательная школа.

## Транспорт
В селе расположен одноимённый железнодорожный остановочный пункт на линии Духовская — Занозная, открытая в 1899 году.

## Достопримечательности
- Обелиск на братской могиле 300 воинов Советской Армии и партизан, погибших в 1941—1943 гг.

## Известные люди
- На станции Коробец родился О. И. Ковалёв (1915—1993), председатель Куйбышевского горисполкома (1959—1963).
- В 1934 году Коробецкую школу окончил И. Л. Жебрунов (1917—1999) — танкист Великой Отечественной войны, командир 20-й танковой Звенигородской Краснознамённой дивизии (1963—1969), генерал-майор танковых войск (1965).
- Перед началом Великой Отечественной войны директором школы в Коробце работал будущий командир партизанского отряда В. В. Казубский.